# Thecla palumbes
Thecla palumbes är en fjärilsart som beskrevs av Druce 1907. Thecla palumbes ingår i släktet Thecla och familjen juvelvingar. Inga underarter finns listade i Catalogue of Life.